# Северин на Купи
Северин на Купи (хрв. Severin na Kupi) је насељено место у граду Врбовско, Приморско-горанска жупанија, Хрватска.

## Историја
До територијалне реорганизације у Хрватској био је у саставу старе општине Врбовско.

## Становништво
У попису становништва из 2011. године, Северин на Купи је имао 118 становника.
| Број становника према пописима | Број становника према пописима | Број становника према пописима | Број становника према пописима | Број становника према пописима | Број становника према пописима | Број становника према пописима | Број становника према пописима | Број становника према пописима | Број становника према пописима | Број становника према пописима | Број становника према пописима | Број становника према пописима | Број становника према пописима | Број становника према пописима | Број становника према пописима |
| ------------------------------ | ------------------------------ | ------------------------------ | ------------------------------ | ------------------------------ | ------------------------------ | ------------------------------ | ------------------------------ | ------------------------------ | ------------------------------ | ------------------------------ | ------------------------------ | ------------------------------ | ------------------------------ | ------------------------------ | ------------------------------ |
| 1857                           | 1869                           | 1880                           | 1890                           | 1900                           | 1910                           | 1921                           | 1931                           | 1948                           | 1953                           | 1961                           | 1971                           | 1981                           | 1991                           | 2001                           | 2011                           |
| 102                            | 166                            | 170                            | 178                            | 162                            | 104                            | 93                             | 98                             | 123                            | 133                            | 128                            | 137                            | 118                            | 209                            | 157                            | 118                            |

Напомена: До 1890. исказивано под именом Северин.

### Попис1991.
У попису становништва из 1991. године, Северин на Купи је имало 209 становника, следећег националног састава:
| Попис 1991.‍           | Попис 1991.‍           | Попис 1991.‍ | Попис 1991.‍ | Попис 1991.‍ |
| --------------------- | --------------------- | ----------- | ----------- | ----------- |
|                       |                       |             |             |             |
| Хрвати                | Хрвати                |             | 168         | 80,38%      |
| Срби                  | Срби                  |             | 11          | 5,26%       |
| Албанци               | Албанци               |             | 9           | 4,30%       |
| Југословени           | Југословени           |             | 9           | 4,30%       |
| Словенци              | Словенци              |             | 3           | 1,43%       |
| Црногорци             | Црногорци             |             | 2           | 0,95%       |
| Пољаци                | Пољаци                |             | 1           | 0,47%       |
| неопредељени          | неопредељени          |             | 4           | 1,91%       |
| регионално опредељени | регионално опредељени |             | 2           | 0,95%       |
| укупно: 209           |                       |             |             |             |